# Erdbeobachtungssatellit

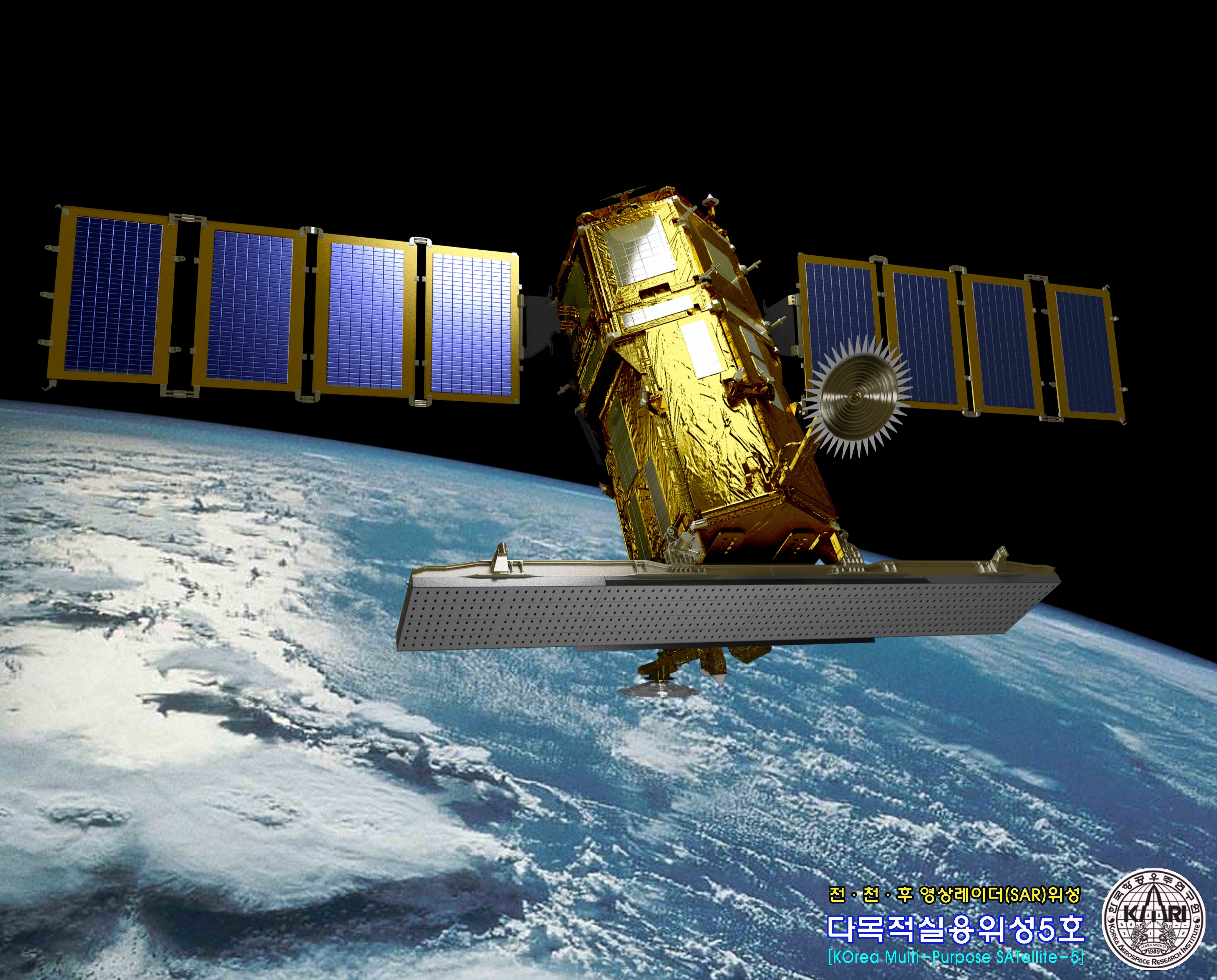
Animation des südkoreanischen Erdbeobachtungssatelliten KOMPSAT-5.

Erdbeobachtungssatelliten sind Satelliten, die speziell zur Erdbeobachtung aus dem Orbit entworfen wurden. Eingesetzt werden vor allem Wettersatelliten für die Meteorologie sowie Umweltsatelliten für die Umweltbeobachtung, Kartierung, Geologie etc. Technisch sind Spionagesatelliten eine Untergruppe, jedoch wird der Begriff Erdbeobachtungssatelliten mit einer zivilen Nutzung verbunden. Beim Aufbau von Erdbeobachtungssatelliten unterscheidet man zwischen der Plattform (Satellitenbus) und den Instrumenten.

## Geschichte
Die ersten Luftbilder wurden 1858 von Nadar angefertigt. 1904 gelangen Alfred Maul erste Luftaufnahmen mit einer Fotorakete. (siehe auch: Geschichte der Luftbildfotografie und Geschichte der Fernerkundung)
Die ersten (militärischen) Erdbeobachtungssatelliten waren 1959 die Keyhole-Satelliten des Corona-Programms. Am 10. August 1960 fand der erste erfolgreiche Flug eines Discoverer-Satelliten (Corona-Programm) statt. Am 1. April 1960 startete mit TIROS-1 der erste experimentelle Wettersatellit. Mit Landsat-1 wurde 1972 die digitale Datenerfassung durch den MSS (Multispectral Scanner) eingeführt. 1975 wurde auf GEOS-3 das erste Radar-Altimeter eingesetzt. Die Seasat-Mission 1978 erprobte das Synthetic Aperture Radar sowie einen Streustrahlungsmesser. Speziell ausgelegt zur Beobachtung der Färbung der Ozeane war der Multispektrallinienscanner Coastal Zone Color Scanner auf Nimbus-7, dem ersten Umweltüberwachungssatelliten. Nachfolger dieses Instruments sind SeaWiFS sowie MODIS auf Aqua. Auch MERIS auf Envisat hat gleiche Forschungsaufgaben.

## Instrumente (Auswahl)
Die Erdbeobachtungssatelliten arbeiten sowohl mit passiven als auch aktiven Sensoren. Passive Messverfahren werden so genannt, weil die von der Erde bzw. den Wolken abgestrahlte Licht- oder Wärmeenergie gemessen wird. Zu den passiven Sensoren gehören hauptsächlich optische Sensoren. Neben dem sichtbaren Licht nehmen sie verschiedene Spektralbereiche auf (IR, UV). Dabei werden die so genannten Atmosphärischen Fenster genutzt; dies sind Wellenlängenbereiche, in denen die Durchlässigkeit der Atmosphäre besonders groß ist.
Eine weitere wichtige Messmethode ist die aktive Fernerkundung mittels Radar, Lidar oder anderen Technologien. Sie liefert genaue Werte zur Oberflächenstruktur der Erde. Die Messgenauigkeit liegt hierbei im Bereich weniger Zentimeter und macht es somit möglich, geringste Erdverschiebungen zu messen. Der Vorteil dieser Methode ist das Unabhängigsein von eventuell vorhandener Bewölkung (Radarstrahlen durchdringen sie unbeeinflusst). Mithilfe dieser aktiven Radardaten kann man 3-D-Modelle der Erdoberfläche generieren.
- Lidar: Lidar In-space Technology Experiment (LITE) - Space Shuttle 1994: erste Demonstration der Möglichkeiten, Aerosole und Wolken aus dem Weltraum zu beobachten, CALIPSO erster Satellit mit Lidar
- Spektrometer: multispektrale (bis ca. 15 Kanäle) und hyperspektrale Scanner (ca. 15 bis 200 Spektralbänder)
- Scatterometer (Streustrahlungsmesser): Erforschung von Luftbewegungen (Windstärke und -richtung über Meeresflächen)
- Radar mit synthetischer Apertur (SAR)
- Laseraltimeter
- Mikrowellenaltimeter (Höhenmesser): Fernerkundung der Meeresoberfläche